# Trichestra
Trichestra là một chi bướm đêm thuộc họ Noctuidae.